# TNA Hall of Fame
La TNA Hall of Fame è un'istituzione del wrestling che comprende tutti quei lottatori che sono ricordati come i migliori della storia della Total Nonstop Action Wrestling.
La cerimonia di introduzione si svolge annualmente il giorno prima di Bound for Glory, il pay-per-view più importante della federazione.

## Storia
La TNA Hall of Fame fu creata il 31 maggio 2012 come tributo per il decimo anniversario della fondazione della federazione.

## Albo d'oro

### Wrestler singoli
| Anno | Ring name    | Nome reale      | Introdotto/a da |
| ---- | ------------ | --------------- | --------------- |
| 2012 | Sting        | Steve Borden    | Dixie Carter    |
| 2013 | Kurt Angle   | Kurt Angle      | Sting           |
| 2015 | Jeff Jarrett | Jeff Jarrett    | Dixie Carter    |
| 2016 | Gail Kim     | Gail Kim        | Dixie Carter    |
| 2018 | Abyss        | Chris Parks     | James Mitchell  |
| 2020 | Ken Shamrock | Ken Shamrock    | The Rock        |
| 2021 | Awesome Kong | Kia Stevens     | Gail Kim        |
| 2022 | Raven        | Scott Levy      | Tommy Dreamer   |
| 2023 | Traci Brooks | Traci Brookshaw | Gail Kim        |
| 2024 | Rhino        | Terry Gerin     |                 |

### Tag team e stable
| Anno | Nome    | Componenti                | Introdotti da |
| ---- | ------- | ------------------------- | ------------- |
| 2014 | Team 3D | Brother Ray Brother Devon | Tommy Dreamer |

### Annunciatori
| Anno | Ring name  | Nome reale    | Introdotto da |
| ---- | ---------- | ------------- | ------------- |
| 2023 | Mike Tenay | Michael Tenay | Scott D'Amore |
| 2023 | Don West   | Donald West   | Scott D'Amore |

### Arbitri
| Anno | Ring name   | Nome reale  | Introdotto da |
| ---- | ----------- | ----------- | ------------- |
| 2015 | Earl Hebner | Earl Hebner | Billy Corgan  |

### Dirigenti
| Anno | Nome      | Ruolo        | Introdotto da |
| ---- | --------- | ------------ | ------------- |
| 2024 | Bob Ryder | Co-fondatore | Eric Young    |